# عوامة (مستوى سائل)

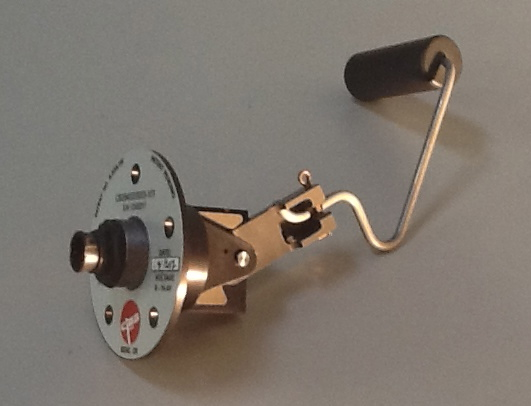

العوَّامة أو بالعامية الطوافة هي أجسام كروية أو أسطوانية أو مستطيلة أو ذات شكل مشابه، مصنوعة إما من مادة صلبة أو مرنة، تكون طافية في الماء والسوائل الأُخَرى. إنها أجهزة غير كهربائية تستخدم لتكون مؤشرات بصرية لترسيم حدود السطح وقياس المستوى. يمكن أيضًا دمجها في آليات التبديل أو أنابيب السوائل الشفافة لتقوم بمراقبة مستوى السائل أو التحكم فيه.